# بقايا جروح (البوم)
ألبوم بقايا جروح هو الألبوم الثاني للفنان خالد عبد الرحمن، صدر عام 1989 من إنتاج مؤسسة الغروب وتم إعادة تسجيله مرة أخرى في العام 1993 ليطبع وينتج عن طريق شركة الخيول للإنتاج الفني وحاز العمل على اعجاب الجماهير. وتميز بالرومانسي والعدني وأغنية واحدة بفن السامري وواحدة بالعربية الفصحى. 

## يتألف الألبوم من ستة أعمال:-
- بقايا جروح
- ضويتي. ايقاع رومبا
- يالايمتني
- لا لا تناجي.. بالعربية الفصحى[1]
- تروعني (ايقاع سامري) من كلمات خالد بن مقرن المجاهد
- طرف جفن عيني. ايقاع عدني

## الكلمات

### بقايا جروح
خذني بقـايا جــروح... أرجـوك داوينـي.. لا تـروح الـروح
كفا عذابي منـك... ليـه تشقينـي
ما فـوق جرحي جرح... وجروحي تاوينـي
وصبري فقدته بجرح
الموت له حـروه... خوفي يمسينـي
يا خلّي يا مرتاح... ليتك تواسيني
لا تنوي المرواح
ملامحي جـروح.. وش منك يشفينـي
ما بيـن عصف وريح..الهـمّ طاوينـي
وانت لاهي مـريح
أبيك لعمري يوم.. بالوجد تعطينـي 
خذني بقـايا جــروح... أرجـوك داوينـي.. لا تـروح الـروح